# Dawsophila callichroma
Dawsophila callichroma är en svampart som beskrevs av Döbbeler 1981. Dawsophila callichroma ingår i släktet Dawsophila, klassen Dothideomycetes, divisionen sporsäcksvampar och riket svampar.   Inga underarter finns listade i Catalogue of Life.